# Petrijanec
Petrijanec est un village et une municipalité située dans le comitat de Varaždin, en Croatie. Au recensement de 2001, la municipalité comptait 4 994 habitants, dont 91,89 % de Croates et le village seul comptait 1 464 habitants.

## Localités
La municipalité de Petrijanec compte 7 localités :
- Donje Vratno
- Družbinec
- Majerje
- Nova Ves Petrijanečka
- Petrijanec
- Strmec Podravski
- Zelendvor